# Вольфґанґ Ван Гален
Вольфґанґ Вільям Ван Гален (англ. Wolfgang William Van Halen; 16 березня 1991) — американський музикант. Син акторки Валері Бертінеллі та гітариста Едді Ван Галена, він виступав разом зі своїм батьком та дядьком Алексом Ван Галеном як басист рок-гурту Van Halen з 2007 по 2020 рік. Він також виступав з геві-метал-гуртом Tremonti з 2012 по 2016 рік. Після смерті батька в 2020 рік призвів до розпуску Van Halen, він почав зосереджуватися на своєму сольному проекті Mammoth WVH, в якому він виконує всі інструменти та спів. Його дебютний альбом Mammoth WVH вийшов у 2021 році, а другий альбом Mammoth II вийшов у 2023 році.

## Раннє життя
Вольфґанґ почав свою музичну кар'єру як барабанщик. Він часто спостерігав за репетиціями свого батька, а іноді пробував грати на барабанній установці свого дядька Алекса, після чого останній давав йому кілька уроків. Вольфґанґ почав грати на барабанах у віці дев'яти років, будучи здебільшого самоучкою, лише кілька уроків у свого дядька, і отримав свою першу барабанну установку від батька в подарунок на свій десятий день народження. Через деякий час він перейшов на гітару та бас. Він також вміє грати на клавішних і «розбирати речі на слух». Пізніше Вольфґанґ почав активно брати участь у гурті Van Halen. Він також був гостем під час деяких дат туру Van Halen 2004 року, з’являючись під час розширеної гітарної сольної партії свого батька та грав з ним інструментальну «316» (з альбому For Unlawful Carnal Knowledge), яка відноситься до його дня народження.
Протягом 13 років, що закінчилися в 2004 році, Едді Ван Гален співпрацював з Peavey над серією гітар Wolfgang, названою на честь його сина. У 2008 році його батько назвав виготовлену на замовлення гітару EVH Wolfgang.

## Кар'єра

### Van Halen

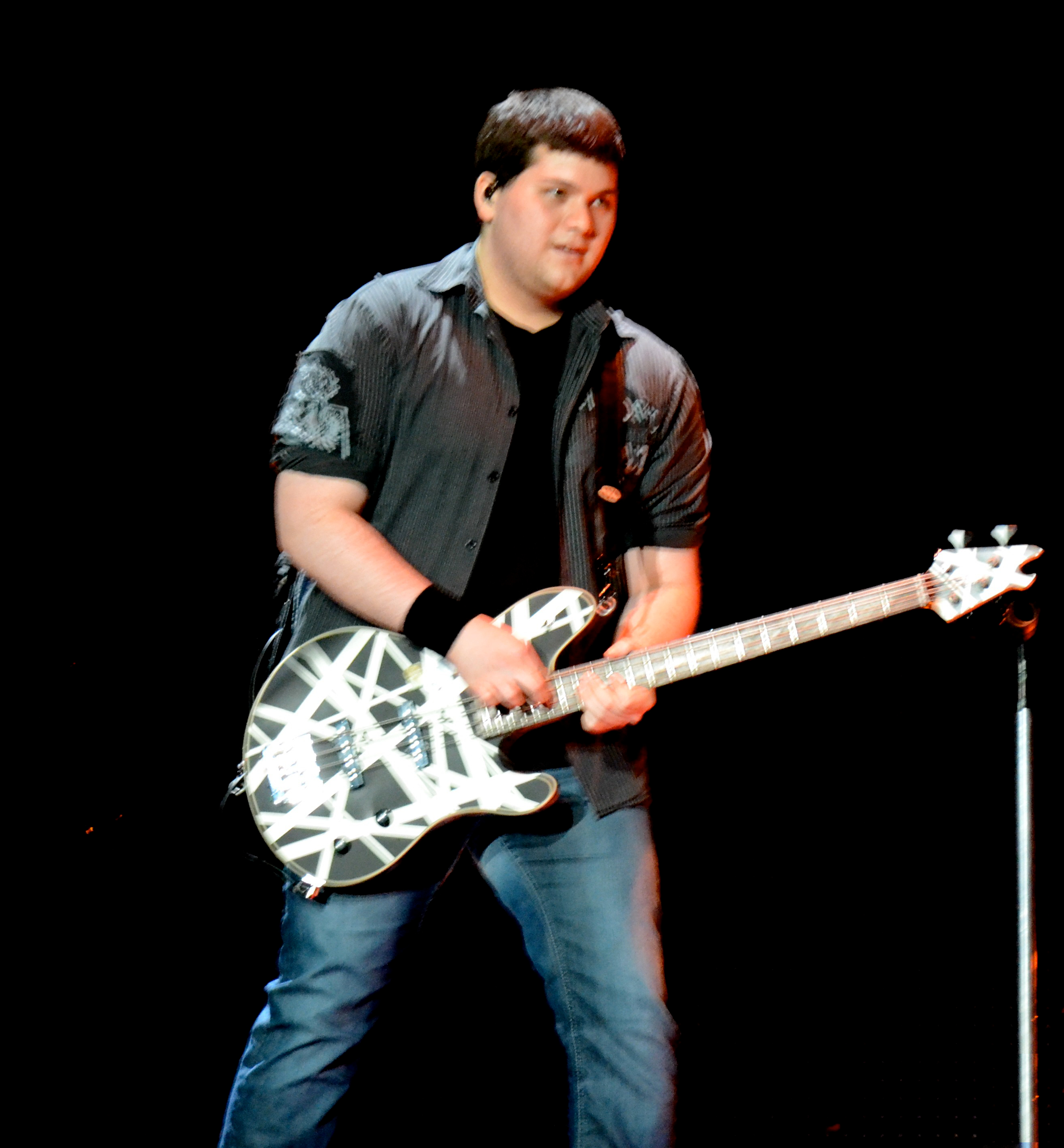
Ван Гален виступає у 2012 році

Наприкінці 2006 року в інтерв'ю Guitar World Едді Ван Гален підтвердив, що його син замінить Майкла Ентоні на посаді басиста Van Halen. У 2007 році Вольфґанґ вперше гастролював з Van Halen у своєму новому посаді. У серпні 2010 року Van Halen оголосили про запис нового альбому, де Вольфґанґ гратиме на бас-гітарі. На початку 2008 року Ван Гален з'явився на обкладинці квітневого випуску Guitar World разом зі своїм батьком, у першому випуску журналу «батько-син».
Він записав свій єдиний студійний альбом з Van Halen, A Different Kind of Truth, у 2011 році. Альбом був випущений 7 лютого 2012 року.

### Tremonti
10 вересня 2012 року гітарист Alter Bridge і Creed Марк Тремонті оголосив, що Ван Гален замінить Браяна Маршалла як бас-гітариста під час першого туру однойменного гурту Тремонті. Перший альбом Тремонті All I Was був випущений 17 липня того ж року. Вольфганг став офіційним членом Tremonti у 2013 році, замінивши попереднього басиста Браяна Маршалла. Він з'явився в студійному альбомі гурту Cauterize 2015 року та його наступному альбомі Dust 2016 року.

### Клінт Ловері
Гітарист Sevendust Клінт Ловері повідомив у Twitter у червні 2019 року, що Ван Гален зіграє на його сольному дебюті. «[Вольфґанґ] гратиме на барабанах, можливо, на басу», — каже він. «Я зроблю все інше. Просто я не настільки добре володію набором, щоб зробити це в [студії]».

### Mammoth WVH
У 2021 році Ван Гален випустив свій дебютний альбом Mammoth WVH під такою ж назвою. Альбом продемонстрував його талант пісняра і музиканта, коли Ван Гален написав кожну пісню та грав на кожному інструменті студійного альбому. Після виходу альбому Mammoth WVH почали гастролі, а Френк Сідоріс, Джон Джурдан, Ронні Фікарро та Ґаррет Вітлок завершили гастрольний склад.
У 2023 році Ван Гален був одним із гітаристів у «I'm Just Ken», записаному для саундтреку до Барбі. Пізніше він з'явиться у живому виконанні пісні під час 96-ї церемонії вручення премії Оскар.

### Нагороди та визнання
Ван Хален був номінований на премію "Греммі" 2022 року в категорії "Найкраща рок-пісня" за пісню "Distance" з його альбому Mammoth WVH. Він написав пісню, коли його батько мав справу з ускладненнями від раку. «[Едді] плакав, коли вперше почув це. Це був дійсно особливий момент, який я ніколи не забуду». І "Distance", і його другий сингл, "Don't Back Down", дебютували на першому місці в чарті Billboard Mainstream Rock Airplay. Гурт став першим гуртом, який відправив свої перші дві пісні на перше місце в чарті після The Glorious Sons у 2019 році.

## Музичний стиль
Ван Гален почав грати на бас-гітарі, коли його батько почав запитувати, чи хоче він грати з ним. Ван Гален спочатку вважав бас «легшою версією гітари, але як тільки я почав на ньому грати, я зрозумів, наскільки це неправильно», але заявив, що його досвід гри на гітарі полегшив йому справу з інструментом. Едді описав його стиль як «ритм-басист, ніби я ритм-гітарист і басист, разом узяті». Коли він почав грати на бас-гітарі, його надихали Лес Клейпул з Primus і Джастін Ченселлор з Tool. Йому також подобається Кріс Волстенголм з Muse, Джон Ентвістл з The Who, Джек Брюс з Cream "та всі класичні гравці".
Музичний стиль Вольфґанґа в основному складається з жанрів хард-рок, альтернативний рок і геві-метал. Однак він також випустив кілька поп-пісень під назвою Mammoth WVH, а саме «Think It Over» і «Distance».

## Особисте життя
Названий на честь класичного композитора Вольфґанґа Амадея Моцарта, він є єдиною дитиною голландсько-американського гітариста Едді Ван Галена та американської акторки Валері Бертінеллі. Він також є племінником барабанщика Алекса Ван Галена. Вольфґанґ сказав, що він не знав, що його батько був відомим музикантом, поки він «не почав брати в руки компакт-диски і не побачив на них зображення свого батька».
Після завершення туру Van Halen у 2007–2008 роках Вольфганг повернувся до школи. Плануючи закінчити навчання до літа 2009 року, він повинен був закінчити навчання в 2010 році. Вольфґанґ Ван Гален з'являється як басист Van Halen у Guitar Hero: Van Halen, навіть замінивши Майкла Ентоні в минулому втіленні гурту. Вольфґанґ залишався у Van Halen до 2020 року, коли гурт розпався після смерті його батька.
Вольфґанґ Ван Гален оголосив про свої заручини з давньою дівчиною Андраєю Оллсоп 6 липня 2022 року. Вони одружилися 15 жовтня 2023 року.

## Дискографія

### з Van Halen
- A Differeent Kind of Truth (2012)
- Tokyo Dome Live in Concert (2015)

### з Tremonti
- Cauterize (2015)
- Dust (2016)

### з Mammoth WVH
- Mammoth WVH (2021)
- Mammoth II (2023)

### як гість
- The Strange Case Of... від Halestorm (2012)
- God Bless the Renegades від Клінта Ловері (2020)